# Backyard Babies
Backyard Babies es una banda de punk-rock y hard-rock procedente de Nässjö (Suecia). El grupo cuenta entre sus influencias con Guns n Roses, Sex Pistols, New York Dolls, Dogs D'amour, The Stooges, Kiss, o L.A. Guns, y estuvieron enmarcados en una ola de Rock Escandinavo que supuso un revival del Hard Rock a finales de los años 1990 y principios de la nueva década.

## Historia
La banda fue fundada en 1987, y a día de hoy sigue activa, contando con cinco álbumes de estudio a sus espaldas y un Grammy sueco ganado. Se trata de una de las bandas actuales más influyentes de Escandinavia, y la que sirve de empuje para el crecimiento de muchas otras. 
La banda estaba formada en sus más tempranos inicios por el cantante Tobbe, el guitarrista Dregen, el bajista Johan Blomqvist y el batería Peder Carlsson. Dos años después Tobbe será expulsado del grupo y entrará a sustituirlo el carismático Nicke Borg; con esta formación grabarían su primer álbum, editado en 1994; el grupo no sufrirá más cambios en su carrera musical. 
Son uno de los estandartes del rock escandinavo, y han sabido hacerse un hueco en la escena internacional gracias a su actitud gamberra y sus sonidos agresivos. Durante la década de 1990 dieron múltiples conciertos y giraron por todo el mundo.

### Diesel & Power
Su disco de debut, Diesel & Power, editado en 1994.

### Total 13
Su segundo álbum, Total 13, se editó en 1998. El disco tiene gran influencia de MC5 y New York Dolls, y guitarras de tendencia Hard rock-Punk con un sonido glam. Mediante Total 13 Backyard Babies se consagraron definitivamente; el disco se consolidó como su obra más recordada, y la mayoría de sus cortes pasaron a formar parte de su repertorio de directo.

### Making Enemies Is Good
Su tercer disco, Making Enemies Is Good, sale al mercado en 2001. Es un disco que abarca una mayor variedad estilística que los dos anteriores, más dinámico, pero con guitarras fuertes, y un mayor eclecticismo musical, que abarca desde el heavy metal, el Punk rock, las Baladas e incluso temas con matices de Rock Psicodélico, sin perder su esencia de Rock and roll. Las temáticas abarcan las drogas, el sexo, o la propia actitud e historia del grupo.

### Stockholm Syndrome
Stockholm Syndrome ve la luz en 2002, en él podemos encontrar colaboraciones de Joey Ramone, Tyla, Danko Jones, Michael Monroe, miembros de The Dictators, L7, Turbonegro, The Dwarves, etc.
En el disco aparece alguna canción que recuerda al verdadero punk-rock (Friends), pero es un disco más cercano al rock más contundente. Este disco permitió a la banda ganar un Grammy sueco.

### People Like People Like People Like Us

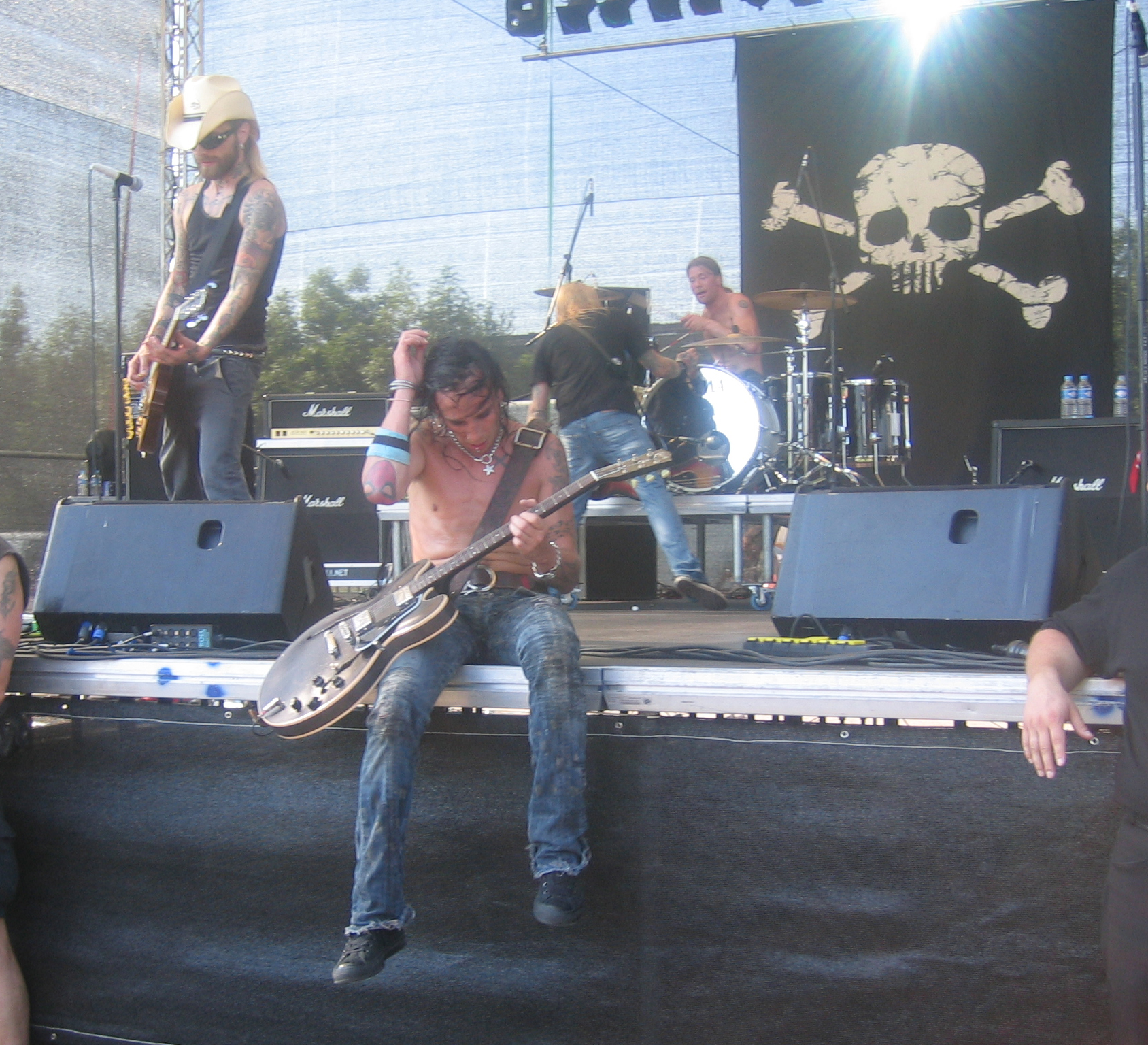
Backyard Babies en vivo Vainstream Festival (2006).

Su quinto álbum, People Like People Like People Like Us, salió en 2006. Con un sonido mucho más comercial indiscutiblemente. Se puede considerar que el disco es una celebración de todo lo que la banda ha demostrado saber hacer y unas cuantas lecciones más. Ellos mismos definieron el disco como algo más dinámico y con un sonido más modulado. En el disco hay desde canciones lentas ("Roads") hasta canciones que recuerdan los comienzos del punk-rock ("Dysfunctional Professional").

### Backyard Babies
En 2008 salió su último disco de estudio titulado Backyard Babies, con un sonido más a su estilo y rozando un nuevo estilo que decepcionó a los fanes del sonido de la banda.

## Miembros

### Actuales
- Nicke Borg - Cantante, guitarra
- Dregen - Guitarra, coro
- Johan Blomqvist - Bajo
- Peder Carlsson - Batería

### Anteriores
- Tobias Fischer - Cantante, bajo (1987-1989)

## Discografía
Álbumes de estudio
- Diesel & Power (1994)
- Total 13 (1998)
- Making Enemies Is Good (2001)
- Stockholm Syndrome' (2002)
- People Like People Like People Like Us (2006)
- Backyard Babies (2008)
- Four By Four (2015)
- Sliver And Gold (2019)

EP
- Something To Swallow - (1991)
- Knockouts - (1997)

Compilaciones
- Independent Days - (2001)
- From Demos to Demons 1989-1992 - (2002)
- Tinnitus - (2005)

Singles
- Electric Suzy - (1994)
- Supershow - (1996)
- Look at You - (1997)
- Bombed (Out Of My Mind) - (1997)
- Is It Still Alright To Smile? - (1998)
- Highlights - (1998)
- Babylon - (1999)
- Brand New Hate - (2001)
- The Clash - (2001)
- Minus Celsius - (2003)
- A Song For The Outcast - (2004)
- Friends - (2004)
- The Mess Age - (2006)
- Dysfunctional Professional - (2006)
- Fuck Off And Die - (2008)
- Degenerated - (2009)
- Th1rt3en Or Nothing - (2015)